# 周庄镇 (宝丰县)
周庄镇，是中华人民共和国河南省平顶山市宝丰县下辖的一个乡镇级行政单位。

## 行政区划
周庄镇下辖以下地区：
陈营社区、周庄村、马其营村、孙庄村、丁楼村、牛庄村、王子孟村、余西村、林营村、王庄村、何庄村、西黄村、南王村、杨岗村、陆庄村、辛庄村、东黄村、东崔庄村、上河村、余东村、皮庄村、刘湾村、中和寨村、耿庄村和移民新村。